# کم‌توانی ذهنی
کم‌توانی ذهنی (انگلیسی: Intellectual disability) یا «عقب‌ماندگی ذهنی» (به انگلیسی: Mental Retardation) اختلالی است که با عملکرد هوشی زیر حد طبیعی و اختلال در مهارت‌های انطباقی مشخص می‌گردد. کم‌توانی ذهنی از لحاظ آماری به این صورت تعریف می‌شود که عملکرد شناختی آزمون استاندارد هوش، معادل دو انحراف معیار زیر میانگین جمعیت عمومی باشد.
سن شروع کم‌توانی ذهنی زیر ۱۸ سال است و منظور از مهارت‌های انطباقی، انجام کارهایی است که در هر سن خاص به‌طور معمول از فرد انتظار می‌رود. با اقدامات آموزشی و اجتماعی می‌توان یک زندگی طبیعی در خارج از بیمارستان را برای این افراد فراهم کرد که شامل مدارس ویژه، انجام کارهای خانه‌داری و صنایع دستی و حمایت از این افراد و خانواده آنان می‌باشد.

## آمار
در جمعیت ۱۵–۱۹ سال شیوع موارد متوسط و شدید حدود ۳–۴ مورد در ۱۰۰۰ است. معادل ۶–۸ مورد در ۲۰۰۰ بیمار یک پزشک عمومی. این شیوع از سال ۱۹۳۰ اندکی تغییر کرده اما بروز موارد شدید به علت مراقبت‌های خوب نوزادی و جنینی تا حد یک سوم تا یک دوم کاهش یافته‌است. علت ثابت ماندن شیوع، زندگی طولانی‌تر افراد عقب مانده ذهنی است.

## سبب‌شناسی
1. عوامل قبل از تولد: بیشتر شامل تأثیرات ژنتیک و تغییرات کروموزومی می‌شود. ضمن این که عفونت‌های رحمی و ابتلای به بیماری سرخچه و توکسوپلاسموز (بیماری خطرناکی که از طریق گربه منتقل می‌شود) نیز در بروز عارضه نقش دارند. آنچه مسلم است بیشترین علل عقب ماندگی ذهنی همین عوامل قبل از تولد است که از نظر پیشگیری نیز اهمیت دارند، به‌ویژه عوامل کروموزومی مانند سندرم داون و عوامل عفونی مثل سرخچه و توکسوپلاسموز مادرزادی. در این بین عوامل حین تولد مثل زایمان مشکل و خون‌ریزی جمجمه و اشکالات تنفسی حین زایمان و … نیز مؤثر می‌باشند.
2. عوامل پس از تولد: شامل ضربات شدید به جمجه کودک (یرقان) سیانوز (سیاه شدن)، عفونتهای دوران نوزادی به همراه تب و تشنج، کم‌کاری تیروئید و … است که با مواظبت از کودک به‌خصوص قبل از سن چهارسالگی می‌توان از بروز عقب ماندگی ذهنی تا حدی جلوگیری نمود.
3. عوامل محیطی اجتماعی: تأثیرات محدودتری در بروز عقب ماندگی ذهنی دارند و شامل فقر، تغذیه، ناپایداری خانواده، وضعیت اقتصادی – اجتماعی بد

## مشکلات جنسی
شایعترین آن خودارضایی در معرض عموم است. برخی مثل بچه‌ها در مورد بدن سایرین کنجکاو هستند که ممکن است از آن تعبیر جنسی شود. بسیاری از عوامل کم‌توانی ذهنی ارثی نیست و آن دسته که ارثی است باعث ناباروری نیز می‌شود.
بنا بر این نگرانی اصلی از مقاربت این افراد تولد کودکان عقب مانده نیست بلکه توانائی آنان به عنوان یک پدر یا مادر برای نگهداری یک کودک طبیعی است. استفاده از روش‌های جلوگیری مفید است.

## بیماری‌های جسمی
شایعترین حالت در موارد شدید و بسیار شدید عقب ماندگی ذهنی دیده می‌شود که اکثراً ناتوانائی‌های حسی یا حرکتی یا صرع دارند. فقط یک سوم این افراد تحرک دارند و یک چهارم به دیگران وابسته هستند. مشکلات شنوایی و بینایی مانع دیگری برای توانائی شناختی است. ناتوانی‌های حرکتی که شایع نیز می‌باشد عبارتند از: اسپاستیسیتی-اتاکسی-آتتوز

## اثر عقب ماندگی ذهنی بر خانواده
به محض تشخیص عقب ماندگی ذهنی در نوزاد والدین پریشان می‌شوند. برخی کودک را نمی‌پذیرند. گرچه این طرد کردن مدت طولانی دوام ندارد معمولاً تشخیص پس از سال اول گذاشته می‌شود. والدین مجبورند امیدها و انتظارات خود را تغییر دهند که گاهی باعث افسردگی طولانی والدین همراه با احساس گناه و شرم و خشم می‌شود. تعداد کمی کودک را نمی‌پذیرند. در حالی که بقیه در مورد مشخصات سایر فرزندان شدیداً حساس می‌شوند.
سرانجام اکثر والدین تطابق پیدا می‌کنند. این والدین نیازمند حمایت طولانی مدت هستند.

## مشکلات هیجانی و رفتاری

### واکنش‌ها به وقایع استرس زا
واکنش آنان مشابه افراد عادی است. با این حال آنان پریشانی را بیشتر در رفتار خود نشان می‌دهند تا در کلمات. تحریک پذیری، آژیتاسیون ترس یا رفتارهای دراماتیک ممکن است نشانه یک اختلال حاد استرس باشد. همیشه باید این نکته را در نظر داشت که گاهی این واکنش به یک بیماری جسمی تشخیص داده نشده‌است.

### مشکلات رفتار
این مشکلات، نسبت به کودکان عادی در سنین بالاتری رخ داده و بیشتر طول می‌کشند گرچه طی زمان بهبود می‌یابند. بسیاری از عقب ماندگان ذهنی، پرفعالیت و حواس‌پرت تکانشی (impulsive) هستند. مشکلات جدی‌تر عبارتند از خود آزاری و رفتارهای اوتیسمی (مثل فعایت‌های تکراری بی هدف و استرئو تایپی خم شدن به عقب جلو کوبیدن سر به دیوار). این مشکلات جدی در عقب ماندگان ذهنی شدید شایع‌تر است(۴۰٪ کودکان و ۲۰٪ بزرگسالان). در تعداد کمی از بیماران رفتارهای تهاجمی به حدی شدید است که احتمال آسیب به خود بیمار و مراقبت وی وجود دارد که به آن رفتارهای چالش‌برانگیز می‌گویند.

### تظاهرات بالینی
نمای کلی عبارت است از کاهش کارایی در همه انواع کارهای هوشمندانه مثل یادگیری، حافظه کوتاه مدت، استفاده از مفاهیم و حل مشکل. گاهی یک عملکرد بیشتر از بقیه مختل می‌شود مثل زبان

## انواع
عقب ماندگی ذهنی بر اساس میزان بهره هوشی، از خفیف تا بسیار شدید (عمیق) وجود دارد. جدول زیر تقسیم‌بندی‌های مربوط به عقب ماندگی ذهنی را با توجه به نوع و مهارت مورد نظر نشان می‌دهد:

| مهارت مورد انتظار                | نوع   | بهره هوش   |
| -------------------------------- | ----- | ---------- |
| آموزش‌پذیر                        | خفیف  | ۵۰ تا ۷۰   |
| تربیت‌پذیر بالا                   | متوسط | ۳۵ تا ۵۰   |
| تربیت‌پذیر پایین                  | شدید  | ۲۵ تا ۳۵   |
| ایزوله، نیازمند نگهداری در مؤسسه | عمیق  | کمتر از ۲۵ |

## کم توانی ذهنی خفیف
کم توانی ذهنی خفیف تقریباً ۸۵ درصد موارد کم توانی ذهنی را تشکیل می‌دهد.
افراد دارای کم توانی ذهنی خفیف در کودکی و سنین پیش از دبستان می‌توانند مهارت‌های اجتماعی و برقراری ارتباط را فرا بگیرند و در زمینه رشد حسی حرکتی حداقل کم توانی را دارند. به‌طور کلی کم توانی ذهنی خفیف تا بعد از کلاس اول یا دوم که نیازهای تحصیلی افزایش می‌یابد، شناسایی نمی‌شود.
این افراد در سنین مدرسه و نوجوانی اغلب تا کلاس ششم پیش می‌روند. در این بازه زمانی می‌توان با آموزش، این افراد را به سمت سازگاری اجتماعی هدایت کرد.
در بزرگسالی می‌توانند مهارت‌های اجتماعی و حرفه‌ای را که برای حداقل خودکفایی ضروری است یاد بگیرند. بسیاری از بزرگسالانی که به کم توانی ذهنی خفیف دچار هستند، تحت حمایت مناسب می‌توانند زندگی مستقلی داشته باشند و خانواده خود را اداره کنند. اما ممکن است تحت استرس‌های غیرعادی اجتماعی و اقتصادی احتیاج به کمک و راهنمایی پیدا کنند.
IQ برای کم توانی ذهنی با این سطح از کارکرد انطباقی، معمولاً در محدوده ۵۰ تا ۷۰ است و علت اختصاصی آن اغلب پیدا نمی‌شود.

## کم توانی ذهنی متوسط
این سطح از کم توانی ذهنی، حدود ۱۰ درصد موارد کم توانی ذهنی را تشکیل می‌دهد.
اکثر افراد دچار کم توانی ذهنی متوسط در کودکی و پیش از دبستان، زبان را در حدی متوسط می‌آموزند و می‌توانند در اوایل کودکی به میزان کافی با سایرین ارتباط برقرار کنند. در این کودکان در رشد حسی حرکتی تأخیر و کم توانی بیشتری مشاهده می‌شود و نیاز به سرپرستی و مراقبت در حدی متوسط دارند.
در سنین مدرسه و نوجوانی، این افراد از لحاظ تحصیلی دچار مشکل می‌شوند و اغلب نمی‌توانند بیش از کلاس دوم یا سوم پیش بروند. طی دوران نوجوانی مشکلات جامعه پذیری اغلب سبب انزوای این افراد می‌شود. به عبارتی، چون یادگرفتن عرف‌ها و ارزش‌های جامعه توسط این افراد مشکل است، جامعه نمی‌تواند به سادگی این افراد را برای بر عهده گرفتن نقش‌ها و مسئولیت‌ها آماده کند و در اینجا فراهم کردن حمایت و آموزش‌های اجتماعی و شغلی مفید خواهد بود.
افراد این دسته در دوران بزرگسالی، ممکن است بتوانند تحت نظارت مناسب به کارهای نیمه ماهر بپردازند و خرج خود را درآورند اما حتی تحت استرس اجتماعی و اقتصادی خفیف هم نیاز به راهنمایی و سرپرستی دارند.
IQ برای کم توانی ذهنی با این سطح از کارکرد انطباقی معمولاً بین ۳۵ تا ۵۰ است.

## کم توان ذهنی شدید
افراد کم توان ذهنی شدید حدود ۴ درصد افراد دارای کم توانی ذهنی را شامل می‌شوند.
این افراد در کودکی رشد حرکتی بسیار ضعیفی دارند و از نظر گفتاری هم، حداقل تکلم را دارند ولی ممکن است مهارت‌های ارتباطی ساده را فراگیرند و اغلب می‌توانند بشمارند و کلماتی را که برای عملکرد آنها اهمیت حیاتی دارد، شناسایی کنند.
در نوجوانی اغلب می‌توانند در سطحی ابتدایی صحبت کرده و ارتباط برقرار کنند. در این سنین می‌توان عادات سالم و مسائل بهداشتی را به آنها آموزش داد اما قادر به یادگیری شغل و حرفه نیستند.
این افراد در دوران بزرگسالی ممکن است با شرایط زندگی تحت نظارت مثل خانه‌های گروهی بتوانند سازگاری پیدا کنند و مهارت‌های مراقبت از خود را بیاموزند. همچنین تحت سرپرستی و نظارت کامل می‌توانند به‌طور نسبی در امرار معاش و یک حرفه ساده کمک کنند.
IQ در افراد دارای این سطح از کارکرد انطباقی معمولاً بین ۲۰ تا ۳۵ است. در این گروه احتمال یافتن علت کم توانی ذهنی بیش از انواع خفیف‌تر کم توانی ذهنی است

## کم توانی ذهنی عمیق
کم توانی ذهنی عمیق حدود ۱ تا ۲ درصد موارد کم توانی ذهنی را تشکیل می‌دهد.
این افراد در کودکی تأخیر و کم توانی بسیار شدید در حیطه رشد حسی حرکتی دارند. به کودکان دچار این نوع کم توانی، می‌توان برخی مهارت‌های مراقبت از خود را آموزش داد. این کودکان تحت آموزش‌های مناسب، ممکن است بیاموزند که نیازهای خود را بیان کنند ولی مراقبت پرستاری و حمایت مستمر برای این کودکان ضروری است.
در نوجوانی تا حدودی رشد حرکتی کسب می‌کنند و ممکن است به حداقل آموزش در زمینه خودیاری و مراقبت از خود واکنش مثبت نشان دهند.
این افراد در دوران بزرگسالی تا حدودی به رشد حرکتی و کلامی بیشتری می‌رسند. ممکن است قدرت مراقبت از خود را به‌طور خیلی محدود به‌دست آورند ولی همچنان نیازمند پرستاری هستند.
IQ در افراد دارای این سطح کارکرد انطباقی معمولاً کمتر از ۲۰ است. در اکثر افرادی که دچار کم توانی ذهنی عمیق هستند، علت کم توانی قابل شناسایی است.

## کودکان استثنایی
همواره یکی از دلایلی که ما نمی‌توانیم اطلاعات کاملاً مربوط و جامعی در مورد کودکان و دانش آموزان استثنایی به‌دست بیاوریم اینست که معمولاً وقتی با کودک استثنایی مواجه می‌شویم ذهن ما بخاطر انباشته شدن، از غیرعادی بودن ذهنی یا جسمی کودک پیشداوری می‌کند و غالباً ویژگی‌های خاصی که کودکان استثنایی دارند (نابینایی – ناشنوایی – عقب ماندگی و) مشخصه اصلی آن‌ها می‌شود.
متأسفانه اکثر والدین از داشتن چنین فرزندانی احساس شرمندگی می‌کنند و در قالب موارد سعی در مخفی کردن کودکشان در انظار عمومی دارند.

## تعریف کودک استثنایی
کودک استثنایی اول یک کودک است انسان است. با همه خصوصیات و صفات یک انسان و بعد کودکی است با خصوصیات و تفاوت‌های استثنایی نسبت به سایر کودکان؛ و همین ویژگی‌ها و خصوصیات است که معلمان و اولیا باید خودشان را با آن سازگار کنند.
در واقع بین تمام خصوصیات روانی و جسمانی و تمام استعدادهای مختلف هر فرد تفاوت‌های مشهودی موجود است پس می‌توان گفت که هر فرد نسبت به افراد دیگر استثنایی است و کلمه استثنایی به‌طور اعم و به معنای دقیق علمی خود نمی‌تواند فقط به گروه‌های خاصی از افراد جامعه گفته شود؛ بنابراین آنچه که ما اصطلاحاً «کودک استثنایی» می‌گوئیم بدین معناست که کودک از نظر هوشی و جسمی و روانی و اجتماعی به میزان قابل توجهی نسبت به دیگر همسالان خود متفاوت می‌باشد و نمی‌تواند بنحو مطلوب حداکثر استفاده از برنامه‌های آموزش و پرورش عادی ببرد.
در این‌گونه کودکان واکنش‌ها، ویژگی‌های خاص دارد به دلیل اینکه کودک رشد فکری کامل ندارد و به دلیل اینکه نمی‌تواند بر رفتارهای خود کنترل داشته باشد یا اگر عمل خلافی از او سر زد احساس گناه و تقصیر کند، چون از نظر شخصیتی نارس و نابالغ است، ناگزیر نیازمند به توجه خاص و آموزش و خدمات فوق‌العاده‌ای است.
عنوان کودکان استثنایی در مکاتب آمریکا و انگلستان فرق می‌کند. در آمریکا به تمام کودکانی که بنحوی با کودکان طبیعی و همسن خود از نظر فکری، جسمی، عاطفی. عقلانی، رفتاری و … فرق داشته باشد استثنایی گفته می‌شود و مسلماً با قبول این تعریف یک کودک نابغه، نابینا، ناشنوا و عقب مانده ذهنی همه استثنایی هستند.

## پیشگیری
پیشگیری اولیه: جلوگیری از ظهور عوامل ایجادکننده عقب ماندگی ذهنی به‌خصوص عوامل قبل از تولد، اهمیت ویژه‌ای دارند. آموزش خانواده، ممانعت از ازدواج‌های فامیلی، جلوگیری از حاملگی بعد از سنین ۳۵ سالگی، رعایت بهداشت حاملگی (پرهیز از اشعه، دارو، ضربه به شکم، تغذیه مناسب مادر، جلوگیری و کنترل نمودن عفونت‌های مادرزادی و …) در پیشگیری اولیه بسیار مؤثر هستند. محافظت کودک پس از تولد به‌خصوص در دوره نوزادی و مداخلهٔ درمانی به موقع در موارد بیماری، مثل کم‌کاری تیروئیدی (هیپوتیروئیدی) نیز در جلوگیری از بروز عقب ماندگی ذهنی اهمیت دارد.

## پیشگیری ثانویه
عقب ماندگی ذهنی درمان ندارد و بهترین راه کنترل آن جلوگیری از بروز آن است. به نظر نمی‌رسد داروهای خاصی نیز در کنترل پیشرفت اختلال مؤثر باشد. مهم‌ترین روش درمانی افراد عقب مانده ذهنی افزایش میزان سازگازی آنها، محیط زندگی و تنظیم توقعات محیطی و سطح کارایی این افراد در خانواده و جامعه است.

## پیشگیری ثالث
انجام مشاوره خانواده و مشاوره فردی در جهت محدود کردن تأثیرات عقب ماندگی ذهنی ضرورت دارد. استفاده از روش‌های توصیه شده توسط افراد متخصص در تقویت و حفظ کارایی عملی این افراد می‌تواند باعث افزایش اعتماد به نفس و سازگاری مناسب تر با استرس‌های معمول زندگی افراد عقب مانده ذهنی گردد. آموزش کودک و خانواده، آموزش مهارت‌های کلامی، محیطی، ارتباطی، اجتماعی، همچنین آموزش‌های ویژه و فیزیوتراپی و کاردرمانی و آموزش‌های مهارت‌های جسمی همگی می‌توانند در سازگاری و رشد بهتر این افراد و توانبخشی آنان کمک مؤثری باشند.